# Felix Ermacora
Felix Ermacora (Klagenfurt, 13 de octubre de 1923 - Viena, 24 de febrero de 1995) fue un jurista y político austríaco miembro del Partido Popular Austríaco y defensor de derechos humanos, presidente de la Comisión de Derechos Humanos de las Naciones Unidas (1974) e informador especial de las Naciones Unidas en Afganistán, durante el gobierno socialista (1984-95).

## Vida
Profesor de derecho internacional en la Universidad de Innsbruck de 1957 a 1964, y en la Universidad de Viena de 1964 a 1992, parlamentario del Partido Popular Austríaco de 1971 a 1990, miembro de la Comisión Europea de Derechos Humanos y de la Comisión de Derechos Humanos de las Naciones Unidas de 1959 a 1980, y de 1984 a 1987. En 1974 fue elegido presidente de esta última. También fue informador especial de las Naciones Unidas en Afganistán de 1984 a 1995, y en 1992, fue miembro fundador del Ludwig Boltzmann Institut für Menschenrechte, junto con Manfred Nowak y Hannes Tretter, sirviendo como su primer director entre 1992 y 1995.
Formó parte de las delegaciones de Naciones Unidas que investigaron violaciones de los derechos humanos en el Chile de Augusto Pinochet, la Sudáfrica del apartheid, la Palestina ocupada, el Irán de Jomeini y tanto el Afganistán comunista como el talibán. En 1985 hizo público un informe titulado La Question de la violation des droits de l'homme en Afghanistan donde denunciaba los crímenes cometidos por el gobierno comunista de Afganistán y sus aliados soviéticos.
A instancias del Consejo Europeo, investigó violaciones de los Derechos Humanos en Argelia, Grecia, Irlanda del Norte, Turquía y el Chipre ocupado. Como miembro de la comisión de expertos formada a instancias del gobierno de Baviera en 1991, concluyó que la expulsión de alemanes tras la Segunda Guerra Mundial constituyó un genocidio y un crimen contra la humanidad.
Fue también miembro de la Sociedad Internacional de Derechos Humanos y miembro correspondiente de la Academia Austríaca de Ciencias desde 1971.
Murió a causa de una enfermedad contraída durante una misión de las Naciones Unidas en Afganistán y Pakistán.

## Reconocimientos
Fue condecorado con la Gran Cruz del Mérito alemana, la Orden Nacional del Mérito francesa, la Orden de la Estrella Polar sueca. Recibió el Premio de la UNESCO a la Educación en Derechos Humanos en 1983, el Premio Europeo de Derechos Humanos del Consejo Europeo en 1992 (junto con Médicos Sin Fronteras) por su "excepcional contribución a la causa de los derechos humanos", y doctorados honoris causa de las Universidades de Colonia y Estrasburgo.

## Memoria
En 1999, se fundó el Felix Ermacora Institut. El Partido Popular Austríaco instituyó en 2005 el Premio Ermacora, en defensa de los Derechos Humanos, en recuerdo suyo. El mismo año se creó la Sociedad Felix Ermacora, presidida por Wolfgang Schüssel, ex Canciller de Austria.

## Obras
- Handbuch der Grundfreiheiten und der Menschenrechte, 1963
- Allgemeine Staatslehre, 2 vol., 1970
- Österreichische Verfassungslehre, 2 vol., 1970/80
- Grundriß der Menschenrechte in Österreich, 1988
- Die Entstehung der Bundesverfassung, 5 vol., 1986–93
- Menschenrechte in der sich wandelnden Welt, 3 vol., 1974–94
- Menschenrechte ohne Wenn und Aber. Erlebnisse und Begegnungen, 1993